# Кашина Коломбаре (Бергамо)
Кашина Коломбаре је насеље у Италији у округу Бергамо, региону Ломбардија.
Према процени из 2011. у насељу је живело 86 становника. Насеље се налази на надморској висини од 109 м.